# ریه اوسوی
ریه اوسوی (انگلیسی: Rie Usui؛ زادهٔ ۲۸ دسامبر ۱۹۸۹) بازیکن فوتبال اهل ژاپن است.
وی همچنین در تیم ملی فوتبال زنان ژاپن بازی کرده‌است.